# Sundhed.dk
Sundhed.dk er den samlede indgang til det digitale sundhedsvæsen. Bag indgangen står de offentlige parter på sundhedsområdet. Siden slutningen af 2003 har borgere og sundhedspersoner på den fælles offentlige sundhedsportal kunnet finde information om sundhed og sygdom. Alle danskere, der logger på sundhed.dk med en digital signatur, har en personlig side, ”Min Side”, som giver overskuelig adgang til selvbetjeningsløsninger medicinoplysninger, journaler, prøvesvar og andre sundhedsdata.
Mange af løsningerne kan også ses i appen MinSundhed, som blev udviklet i 2019. Sundhedspersoner i regioner og kommuner kan tilgå Sundhedsjournalen på sundhed.dk via deres fagsystem. 130.000 borgere og sundhedspersoner anvender hver dag sundhed.dk's digitale løsninger.
Organisationen bag sundhed.dk er interessentskabet Sundhed.dk med KL, Indenrigs- og Sundhesministeriet og Danske Regioner som deltagere.
Indtil august 2016 var Danmarks Apotekerforeningen også blandt deltagerne.
Virksomheden blev oprettet i 2009, har omkring 100 ansatte og har adresse på Dampfærgevej i København.

## Reference
1. ↑  "CVR - Det Centrale Virksomhedsregister - Sundhed.dk".

| Internet | Spire Denne internet-relaterede artikel er en spire som bør udbygges. Du er velkommen til at hjælpe Wikipedia ved at udvide den. |